# UTC−9:30
UTC−9:30 er en tidszone som er 9 timer og 30 minutter efter standardtiden UTC.

## UTC−9:30 bruges hele året af
- Dele af Fransk Polynesien (under Frankrig):
  - Marquesasøerne